# Abu Yaqub Yusuf I.
Abu Yaqub Yusuf I. ibn Abd al-Mu'min (arabisch أبو يعقوب يوسف بن عبد المؤمن, DMG Abū Yaʿqūb Yūsuf b. ʿAbd al-Muʾmin; gestorben 1184 bei Évora) war zweiter Kalif der Almohaden (1163–1184).

## Biografie
Abu Yaqub Yusuf I. wurde in den Bergen des Hohen Atlas in Tinmal (auch Tinmallal) als Sohn Abd al-Mumins geboren und stammte mütterlicherseits von den Masmuda-Berbern ab. Schon frühzeitig lernte er als Statthalter von Sevilla die andalusische Kultur kennen. Nachdem sein älterer Bruder Muhammad im Jahr 1163 gestürzt wurde, setzte sich Yusuf I. als Nachfolger von Abd al-Mumin durch. Der Widerstand seiner jüngeren Brüder, die Statthalter in Córdoba, Fès und Bourgie waren, konnte überwunden werden.

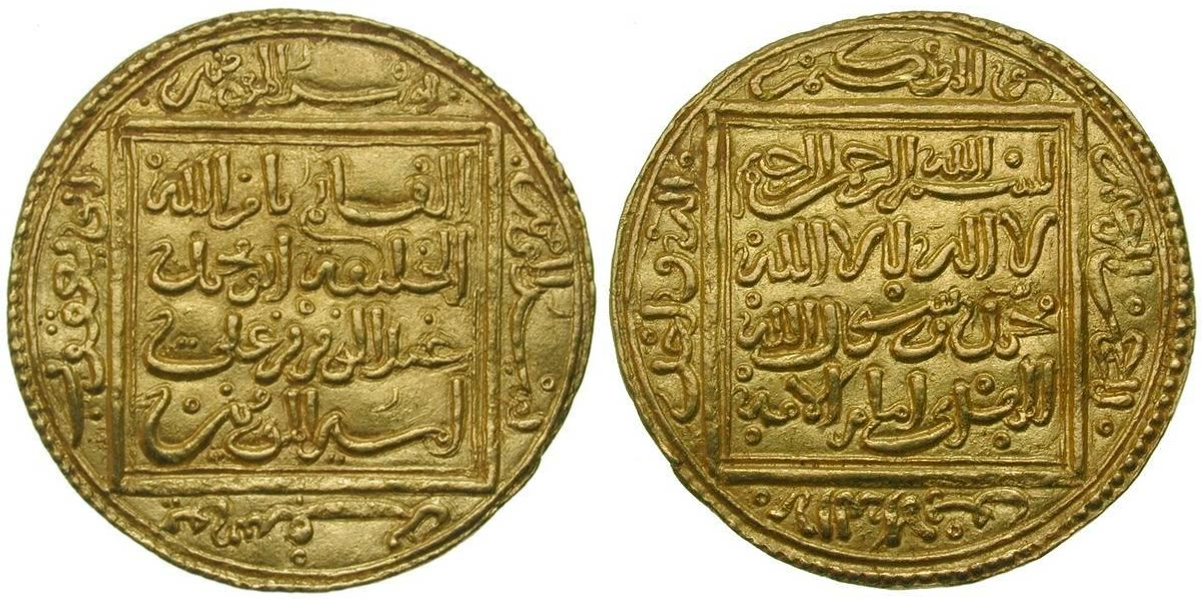
Porträtbildlose Goldmünze Abu Yaqub Yusufs I.; Kreis und Quadrat symbolisieren wahrscheinlich Himmel und Erde.

Auch mussten Aufstände im Rif-Gebirge und in Gafsa niedergeschlagen, sowie der Söldnerführer Qaraqusch in Tripolitanien bekämpft werden, der aus Ägypten mit seinen Truppen in das Almohadenreich eingedrungen war. Mit der Unterwerfung von Valencia im Jahr 1172 konnte die Herrschaft der Almohaden in Andalusien für weitere Jahre gesichert werden. Yusuf I. heiratete sogar eine Tochter seines Gegners Ibn Mardanīsch. In den folgenden Kämpfen gegen die christlichen Königreiche Nordspaniens konnte Yusuf I. recht erfolgreich operieren, aber keine entscheidenden Erfolge erzielen, da er Schlachten auswich.
Abu Yaqub Yusuf I. wurde im Jahr 1184 bei einem Feldzug gegen Lissabon vor Santarém verwundet und erlag seinen Verletzungen bei Évora. Er wurde in Tinmal neben Ibn Tumart und Abd al-Mu'min bestattet. Nachfolger wurde sein Sohn Yaʿqūb al-Mansūr (reg. 1184–1199).

## Kultur
Am Hof Abu Yaqub Yusufs lebten mit Ibn Tufail und Ibn Ruschd/Averroes zeitweise zwei der bedeutendsten Philosophen der islamischen Welt, die jedoch über viele Jahre verbannt oder unter Hausarrest gestellt wurden und keine Werke mehr schufen. Es kam allerdings zu einer regen Bautätigkeit im Reich, wobei sich – vor allem in der Architektur – andalusische Einflüsse gegenüber syrisch-ägyptischen durchsetzten.